# Discografie van Gorki
Dit is de discografie van de Belgische rockband Gorki.

## Albums
Studioalbums
- Gorky (1992)
- Boterhammen (1992)
- Hij leeft (1993)
- Monstertje (1996)
- Ik ben aanwezig (1998)
- Eindelijk vakantie! (2000)
- Vooruitgang (2002)
- Het beste van Gorki live (2003)
- Plan B (2004)
- Homo erectus (2006)
- Voor rijpere jeugd (2008)
- Research & Development (2011)

Compilatiealbums
- Het beste van Gorki (1999)
- Anja ♥ Ninja (2012)
- Alles moet weg (2019)
- Anja / Lieve kleine piranha / Soms vraagt een mens zich af / Wacht niet te lang (2020)

### Gorky(1992)
Gorky was het debuutalbum van de band uit 1992 en werd geproduceerd door Wouter Van Belle. Het album werd in 2002 opnieuw uitgebracht.
Singles
1. Soms vraagt een mens zich af
2. Wacht niet te lang
3. Nooit meer winter
4. Arme jongen (de redding is nabij)
5. Mia
6. Lieve kleine piranha
7. Boze wolven
8. De hond is dood
9. Hollywood
10. Eisen van de romantiek
11. Anja
12. De redder
13. Engel red mij
14. Geef al je geld aan de arme kinderen

### Boterhammen(1992)
Dit album bevat het nummer Ooit was ik een soldaat, dat werd verkozen op het officiële Gorki-forum als beste nummer van de band. Het album werd opnieuw uitgebracht in 2006.
Singles
1. Ik word oud
2. De redder
3. Eisen van de romantiek
4. Boze wolven
5. Mia
6. Ooit was ik een soldaat
7. Soms vraagt een mens zich af
8. Geef al je geld aan de arme kinderen

### Hij leeft(1993)
Eerste album als Gorki (in plaats van Gorky). Alom beschouwd als het allerzeldzaamste Gorki-album. Heruitgegeven in 2005, waardoor deze plots niet meer zo zeldzaam was.
Singles
1. In onze lage landen
2. Berejager
3. Hij leeft
4. In het grote dierenboek
5. Hij is alleen
6. Samen in dat donkere huis
7. Vader wij wachten
8. You'll Never Walk Alone
9. Anders en beter
10. Beste Bill
11. Een oude zanger
12. Boris komt na een lange reis terug naar huis

### Monstertje(1996)
Heruitgegeven in 2006.
Singles
1. Billy lag te slapen
2. Monstertje
3. Die brave meesteres
4. Molly
5. Leve de lente
6. Wie zal het anders doen
7. Ik doe het nog een keer
8. Kom het toch halen (Disco Action)
9. Lang zullen ze leven
10. Ik zie het licht
11. Straks komt het onheil
12. In de verte loeiden de herten in het stille woud
13. Broeders en zusters
14. Dat vind ik lekker
15. Ik wandel
16. Het moet af zijn tegen morgen
17. Wie zal het in godsnaam anders doen

### Ik ben aanwezig(1998)
Singles
1. Aan de rand van de beschaving
2. Wie zal er voor de kinderen zorgen
3. Vaarwel lieveling
4. Adam is dood
5. Mijn dierbare vijand
6. Punk is dood
7. Een blinde brombeer
8. De volgende dag
9. Wij dansen en zingen
10. Mensenvriend
11. Wij slapen aan de lopende band
12. Ons brave wonderkind
13. Ik ben aanwezig

### Het beste van Gorki(1999)
Compilatie van het beste werk van Gorky en Gorki (vanaf Gorky tot Ik ben aanwezig). In 2005 heruitgebracht als Essential.
Singles
1. Soms vraagt een mens zich af (1998)
2. Lieve kleine piranha
3. Ooit was ik een soldaat
4. Wie zal er voor de kinderen zorgen
5. Anja
6. Billy lag te slapen
7. Kom het toch halen (Disco Action)
8. Mia
9. Lang zullen ze leven
10. Monstertje
11. Het einde is nabij
12. Hij leeft
13. Geef al je geld aan de arme kinderen
14. Beste Bill
15. Soms vraagt een mens zich af

### Eindelijk vakantie!(2000)
Singles
1. Ode an die Freude
2. We zijn zo jong
3. XTC
4. Bij nacht en ontij
5. Red mijn ziel vooral
6. In mijn betere wereld
7. Later zeker misschien
8. Geld en olie
9. Mijn bed is zwaar en groot
10. Duitsland wint altijd
11. Destroy!

### Vooruitgang(2002)
Dit album bevat een extra cd-rom en een diskette.
Singles
1. Tijdbom
2. Vooruitgang
3. Ik doe mee
4. De olifant is grijs
5. Mijn strijd gaat door
6. Walhalla
7. Ons karakter is van ijzer
8. Het voorspel was moordend
9. Door het rookgordijn
10. Zal ik het ooit begrijpen

### Het beste van Gorki live(2003)
Live optredens op dvd. Bevat naast de DVD genaamd "Beeld" ook een cd genaamd "Klank". De DVD bevat de opname van een concert in de AB Brussel van de tour Vooruitgang.
Klank
1. Red mijn ziel vooral
2. Zal ik het ooit begrijpen
3. Dat vind ik lekker
4. Ons brave wonderkind
5. De olifant is grijs
6. Ooit was ik een soldaat
7. Vooruitgang
8. Mijn strijd gaat door
9. Punk is dood
10. Wie zal er voor de kinderen zorgen
11. Tijdbom
12. Broeders en zusters
13. Mia

Beeld
1. Ik doe mee
2. Vooruitgang
3. Mijn strijd gaat door
4. We zijn zo jong
5. Punk is dood
6. Een blinde brombeer
7. Tijdbom
8. Broeders en zusters
9. Wie zal er voor de kinderen zorgen
10. Ooit was ik een soldaat
11. Vaarwel lieveling
12. Mensenvriend
13. Fragment 'Het woord bij de daad'
14. Red mijn ziel vooral
15. Monstertje
16. Door het rookgordijn
17. Soms vraagt een mens zich af
18. Dat vind ik lekker
19. Ons brave wonderkind
20. Ik zie het licht
21. De olifant is grijs
22. Wie zal het anders doen
23. Ria
24. Mia

### Plan B(2004)
Inclusief een gratis cd-r voor 'uw legale kopie'.
Singles
1. Een schaduw in de schemering
2. Engeland
3. Elektronica voor geliefden
4. Verboden terrein
5. Plan B
6. Ik kom onverwacht
7. Zolang het duurde
8. Prins van de duisternis
9. Donkere stille gangen
10. Robots in een ruimtetuig

### Homo erectus(2006)
Album dat uitkwam op 1 januari 2006. Voor de vroege kopers is er een reserve-cd bijgevoegd. Op de hoes staat Joeri Gagarin afgebeeld.
Singles
1. Adem in en uit
2. Joerie
3. Morse
4. Sneller dan Joerie
5. Homo erectus
6. De zomer van de liefde
7. In de wolken
8. Een nieuw seizoen
9. Een bekend verhaal
10. Wees eens stil jongens
11. Winternacht
12. Mijn oude hart

Verborgen tracks op digipack
- Ria (remix)
- Wij houden stand

### Voor rijpere jeugd(2008)
Voor rijpere jeugd is het negende studioalbum van Gorki. De nieuwe cd kwam op 10 maart 2008 in de winkels en werd op 21 maart voorgesteld in de Vooruit in Gent.
Singles
1. Ik kan nooit meer naar huis
2. Veronica komt naar je toe
3. Surfer Billy
4. Stotteraars aller landen
5. Asfalt en beton
6. Naaktgeboren
7. United Kashmir
8. Driekoningen
9. Surfer op de golven
10. Geluk in het spel
11. Spiegelbeeld

### Research & Development(2011)
Het laatste album van Gorki kwam uit in 2011 en draagt de titel Research & Development. Deze tiende cd is een "ironische knipoog naar de vooruitgang in deze neokapitalistische tijden", zegt Luc De Vos. Met deze plaat maakt Eric Bosteels plaats voor Bert Huysentruyt die de nieuwe drummer wordt. Thomas Vanelslander komt erbij als extra gitarist.
Singles
1. Kamikaze
2. Ik reis door de nacht
3. Jonge ondernemers
4. Ik ben erbij
5. Sirenen
6. Iedereen plukt de dag
7. Grote stoute orka
8. Eddie gelukzak
9. Concorde
10. Satan
11. Ze moesten eens weten
12. 88 procent

### Anja ♥ Ninja(2012)
Singles
1. Anja
2. Lieve kleine piranha
3. Soms vraagt een mens zich af
4. Wacht niet te lang
5. Mia
6. Berejager
7. Hij is alleen
8. You'll Never Walk Alone
9. Beste Bill
10. Lang zullen ze leven
11. Monstertje
12. Kom het toch halen (Disco Action)
13. Wie zal het anders doen
14. Wie zal er voor de kinderen zorgen
15. Mijn dierbare vijand
16. Punk is dood
17. Ik ben aanwezig
18. We zijn zo jong

#### B-kant
Singles
1. Geld en olie
2. XTC
3. Tijdbom
4. Ik doe mee
5. De olifant is grijs
6. Een schaduw in de schemering
7. Elektronica voor geliefden
8. Joerie
9. De zomer van de liefde (remix)
10. Mijn oude hart
11. Ik ben er bij
12. Veronica komt naar je toe
13. Surfer Billy
14. Stotteraars aller landen
15. Kamikaze
16. Ik reis door de nacht
17. Grote stoute orka
18. Ninja

### Alles moet weg(2019)
Een boxset met al het voorgaande werk.

### Anja / Lieve kleine piranha / Soms vraagt een mens zich af / Wacht niet te lang(2020)
De eerste vier singles in hun originele vorm.

## Singles
- Anja (1990)
  - Het einde is nabij

- Lieve kleine piranha (1991)
  - Ik word oud
  - Ria (enkel op cd-versie)

- Soms vraagt een mens zich af (1992)
  - Mia

- Wacht niet te lang (1992)
  - Eisen van de romantiek (live)

- Beste Bill (1993)
  - Hij leeft

- Hij is alleen (1993)
  - In onze lage landen

- Berejager (1993)
  - Dit prachtige dier moet sterven

- You'll Never Walk Alone (1994)
  - Ria (live)
  - Beste Bill (live)
  - Hij is alleen (live)

- Monstertje (1995)
  - Wie zal het anders doen

- Kom het toch halen (Barocco Stylus Fedzjean Venvelt & Pete Boone Kaboom mix) (1996)
  - Kom het toch halen (I Have Created a Monster and People Hate Me mix)
  - Kom het toch halen (Bogey's Bambi mix)

- Lang zullen ze leven (1995)
  - Lang zullen ze leven II
  - Lang zullen ze leven III

- Wie zal het anders doen (1996)
  - Die brave meesteres

- Mijn dierbare vijand (1998)
  - Ons brave wonderkind (live)
  - Wij slapen aan de lopende band (live)

- Wie zal er voor de kinderen zorgen (1998)

## Hitnoteringen

### Albums
| Album                    | Verschijnen | Label               | Hitlijsten | Hitlijsten | Opmerkingen             |
| Album                    | Verschijnen | Label               | BE (VL)    | BE (VL)    | Opmerkingen             |
| Album                    | Verschijnen | Label               | Piek       | Weken      | Opmerkingen             |
| ------------------------ | ----------- | ------------------- | ---------- | ---------- | ----------------------- |
| Gorky                    | 1992        | Virgin Benelux      | 39         | 10         |                         |
| Monstertje               | 1996        | Virgin / Parlophone | 10         | 5          |                         |
| Ik ben aanwezig          | 1998        | Columbia            | 12         | 6          |                         |
| Het beste van Gorki      | 1999        | Virgin              | 5          | 55         |                         |
| Eindelijk vakantie!      | 2000        | Columbia            | 23         | 5          |                         |
| Vooruitgang              | 2002        | Lipstick Notes      | 12         | 7          |                         |
| Het beste van Gorki live | 2003        | Lipstick Notes      | 19         | 21         | Dubbelplatina in België |
| Plan B                   | 2004        | Lipstick Notes      | 8          | 18         |                         |
| Homo erectus             | 2006        | Lipstick Notes      | 9          | 16         |                         |
| Voor rijpere jeugd       | 2008        | Lipstick Notes      | 8          | 12         |                         |
| Research & Development   | 2011        | Lipstick Notes      | 23         | 7          |                         |
| Anja ♥ Ninja             | 2012        | Parlophone          | 28         | 28         | Goud in België          |
| Alles moet weg           | 2019        | CNR Belgium         | 18         | 19         |                         |

### Singles
| Lied                         | Verschijnen | Album              | Hitlijsten | Hitlijsten |
| Lied                         | Verschijnen | Album              | BE (VL)    | BE (VL)    |
| Lied                         | Verschijnen | Album              | Piek       | Weken      |
| ---------------------------- | ----------- | ------------------ | ---------- | ---------- |
| Anja                         | 1990        | Gorky              | 36         | 6          |
| Lieve kleine piranha         | 1991        | Gorky              | 50         | 2          |
| Soms vraagt een mens zich af | 1992        | Gorky              | 32         | 3          |
| Joerie                       | 2005        | Homo erectus       | tip9       | –          |
| Veronica komt naar je toe    | 2008        | Voor rijpere jeugd | tip4       | –          |

### NPO Radio 2 Top 2000
| Nummer met noteringen in de NPO Radio 2 Top 2000 | '15  | '16  | '17  | '18  | '19  | '20  | '21  | '22  | '23  | '24  |
| ------------------------------------------------ | ---- | ---- | ---- | ---- | ---- | ---- | ---- | ---- | ---- | ---- |
| Mia                                              | 1413 | 1329 | 1227 | 1365 | 1393 | 1589 | 1504 | 1465 | 1499 | 1310 |

1. ↑  Een vetgedrukt getal geeft de hoogste notering aan.
2. ↑  2015 was het eerste jaar met een notering voor dit nummer.